# ريد ستورم إنترتنمنت
يوبي سوفت ريد ستورم (بالإنجليزية: Red Storm Entertainment)‏ ، هو ستوديو تطوير ألعاب فيديو أمريكي تابع لشركة يوبي سوفت الفرنسية ، أسس سنة 1996م، ويقع مقره في ولاية نورث كارولاينا الأمريكية.